# دیوید فورلان
دیوید فورلان (انگلیسی: Davide Furlan؛ زادهٔ ۱۸ ژانویه ۱۹۸۶) بازیکن فوتبال است.